# Trains-Expo SNCF
Trains Expo Événements SNCF est la filiale événementielle de la SNCF, spécialisée dans les événements sur rails, à quai ou en voyage.
Elle dispose encore d'une rame historique Mistral datant de 1968, en Inox.
Assurant la liaison Paris-Nice de 1952 à 1981, la rame Mistral est exploitée par la SNCF depuis 1972 pour développer l’activité des Trains Forum devenus en 2000 Trains Exposition puis plus récemment Trains Expo Événements SNCF.
Près de 300 Trains Expo ont circulé avec cette rame historique qui a accueilli des expositions diverses et variées
Élément du patrimoine ferroviaire français, c’est en mai 1950 que fut créé le Mistral. À cette époque, le Mistral était un train rapide qui relia pour la première fois Paris à Nice sans changement en octobre 1952. 
Le Mistral assurera la liaison Paris-Nice jusqu’à la mise en service du TGV Sud-Est en 1981. Son matériel sera ensuite vendu à différents pays, une partie de ses rames étant toutefois conservée par la SNCF pour la mise en service de trains à thème d’un nouveau genre.
Le premier Train Forum est lancé, en 1973, à Monaco, avec la marque d’orfèvrerie Christofle. La Société des Trains Exposition S.A est créée en 2000. En 2013 elle a réalisé 273 trains pour le compte de grands groupes industriels et de sociétés de services, d’institutions nationales, d’associations privées, d’organisations professionnelles ou des pouvoirs publics.

## Historique de Trains Exposition Événements SNCF

### 1972: un nouveau concept : le Train Forum
En 1972, Claude Picard, chef des concessions aux tiers à la SNCF, (aujourd’hui SNCF Gares & Connexions), crée le concept des Trains Forum. Il consiste à organiser des expositions à bord de trains dédiés et à les proposer à des partenaires prêts à les financer à une époque où l’univers ferroviaire n’était guère à la mode. On pensait alors que l’avion était l’avenir de la France et qu’à terme, il supplanterait le train qui n’existerait plus que pour les marchandises.
Claude Picard convainquit AGFA de réaliser le 1er train, puis Christofle, avec les arguments suivants : le train comme vecteur permettant d’être idéalement situé en centre-ville, de limiter les problèmes de parking, d’être parfaitement visible car placé sur la meilleure voie de la gare et par ailleurs, lorsque les clients de l’annonceur seront à bord, ils seront vraiment immergés dans l’univers de l’annonceur.
Le train permet, en outre, aux équipes de l’entreprise de rencontrer leurs clients et de les recevoir autour d’une coupe de champagne. Afin que les équipes techniques et celles de l’annonceur puissent se véhiculer avec ses produits pendant ce tour de France ou d’Europe, on y ajoute des voitures-hôtel et restaurant.  
Ce nouveau concept donne une impulsion supplémentaire au transport ferroviaire qui se traduit, à partir de 1975-76, par la mise en circulation des trains Etendard et Drapeau (Paris-Bordeaux), Capitole (Paris-Toulouse), Jules Verne (Paris-Nantes) qui roulent à 200 km/h. On dépasse largement les vitesses habituelles du train qui étaient alors de l’ordre de 140 km/h.
On redécouvre les gares comme centres de vie dans les cités.

### 1976 : une nouvelle société avec un nouveau département
En 1976, Claude Picard crée la Régie publicitaire de la SNCF, France Rail. Il y emmène le concept des Trains Forum. 
Puis, en 1978, les Trains Forum se déclinent dans une version grand public avec le Train de la Jeunesse, mené par France Inter qui, pour l’occasion met en place les premières radios décentralisées. Une longueur d’onde est attribuée à chaque ville étape, permettant à Leslie Bedos d’animer depuis le Train les premières radios locales 
1979 est l'année où Jacqueline Beytout, alors présidente des Echos, décide de donner une nouvelle impulsion au quotidien en province, en lançant le 1er Train de l’Entreprise. Le quotidien Les Echos, dont la diffusion est rapidement passée de 45 000 à 80 000 exemplaires, fut à l’origine de 5 Trains de l’Entreprise, le dernier remontant à mai 1981, date charnière pour le pays du fait de l’alternance politique.

### À partir de 1983 : les trains à thème
C’est en 1983 que les Trains à thème firent leur apparition avec notamment le Train de la forme, le Train de la Mode, le Train de la Neige, du Chat, du Cinéma, de la Danse. qui amenèrent dans les gares plus de 80 000 visiteurs pour chacun d’entre eux.
Le Train de la forme, avec Elle, a attiré les foules en gares avec ses démonstrations d’aérobic avant l’émission de Véronique et Davina. 

### 1990-1991 : années de référence
Quinze trains ont été réalisés entre 1990 et 1991. Les Trains grand public attirent les Trains de marque.
Pour n’en citer que quelques-uns : le Train du COJO emmène les partenaires du club olympique pour les Jeux d’Albertville 1992 faire un tour de France, le Train Mozart pour le bicentenaire de la mort du compositeur (145 000 visiteurs), le Train Sega, le Train du jazz ou encore le Train Sony…

### 2000 : création de la Société des Trains Exposition SNCF
Le premier Train du deuxième millénaire fut La vérité si j’fume, en partenariat avec les laboratoires Aventis. S’enchaînent ensuite différentes opérations jusqu’à celle basée au départ comme un défi.
En 2001, le Train du Génome humain qui engendre un succès important de visitorat correspondant à l’élaboration de la carte du génome quelques jours avant le départ du train. 146 000 visiteurs en l’espace de 21 jours !
Des Trains très variés se succèdent allant du Train de la France libre, à Ben Hur, la création de la Banque Postale, le Train de la Planète ou les Trains Alzheimer,…. Deux évènements marquants toutefois : les Trains Harry Potter pour le lancement des trains (10 900 visiteurs en 1 jour et 3 heures de queue) et les Trains du Père Noël et l’association avec le père Noël qui autorise à faire visiter ses appartements privés.
À ces opérations, il convient d’ajouter des opérations comme le Train du Cinéma, opération montée avec le concours de la SNCF, du PMU et de Philip Morris. Sans oublier le Train du Cœur, le Train de la Terre, le Train de l’Euro, le Train des Compétences, le Train de l’Internet (Visuels), le Train du Climat, etc.
À l’occasion de l’Euro 2016 organisé en France, Trains Expo Evénements SNCF organise une tournée. La Coupe Henri Delaunay 2016 bénéficie d'une voiture pour elle toute seule, visitant 10 villes hôtes et 15 villes étapes. Le train est constitué de 4 voitures thématiques, sur 80 m de longueur, présentant plus de 30 animations et est capable d'accueillir jusqu'à 300 000 visiteurs.

## Positionnement et filiation par rapport à la SNCF aujourd'hui
Trains Exposition SNCF est la filiale événementielle de la SNCF rattachée depuis février 2020 à la Direction de l'Engagement Sociétal et de la Transition Écologique du Groupe SNCF. Depuis janvier 2020, Karim Zéribi est Président-directeur général de la filiale.

### Les Rails-Show: livrer des Trains «Clés en main»
Les entreprises, par ailleurs grandes consommatrices de voyages en TGV, ont trouvé dans le concept Rail-Show, un nouveau moyen d'atteindre leurs clients potentiels. Ces trains bénéficient, outre un réseau desservant toutes les régions et le centre des grandes agglomérations comme des petites villes de l’Hexagone, du soutien logistique de la SNCF et de la multitude de services proposés par la société des Trains Exposition SNCF.

### Des trains sur-mesure
L’entreprise compose son Train à ses mesures. Elle dispose de deux à huit voitures exposition, de 55 m2 chacune, faisant l’objet d’un aménagement spécifique pour présenter ses produits ou un thème particulier ; d’une voiture conférence et d’une voiture réception, avec possibilité d’aménagement du quai, pour recevoir ses hôtes ; de voitures hôtel et de voitures d’intendance pour vivre à bord plusieurs jours consécutifs et y dormir toutes les nuits. Autant de voitures nécessaires pour transporter l’ensemble des services logistiques du siège social de l’entreprise : accueil, bureaux, salles de réunion et de réception, show-room, restaurant d’entreprise…
Chaque voiture qui compose le Train est marquée, à l’extérieur, aux couleurs de l’entreprise et de l’opération.

### Des itinéraires modulables
Les villes étapes sont choisies selon un itinéraire choisi par l’entreprise. Les Trains circulent de nuit, d’une gare à l’autre, et stationnent toute la journée durant laquelle l’entreprise conduit ses opérations

### Un concept de Clubbing Culturel
Trains Expo Evénements SNCF lance en 2016 un nouveau concept de clubbing culturel, tendance et arty intitulé "Train de nuit". Au programme : animations et performance artistiques en live, DJ sets, street art, expo, photos. Le premier a eu lieu le 20 janvier 2016.

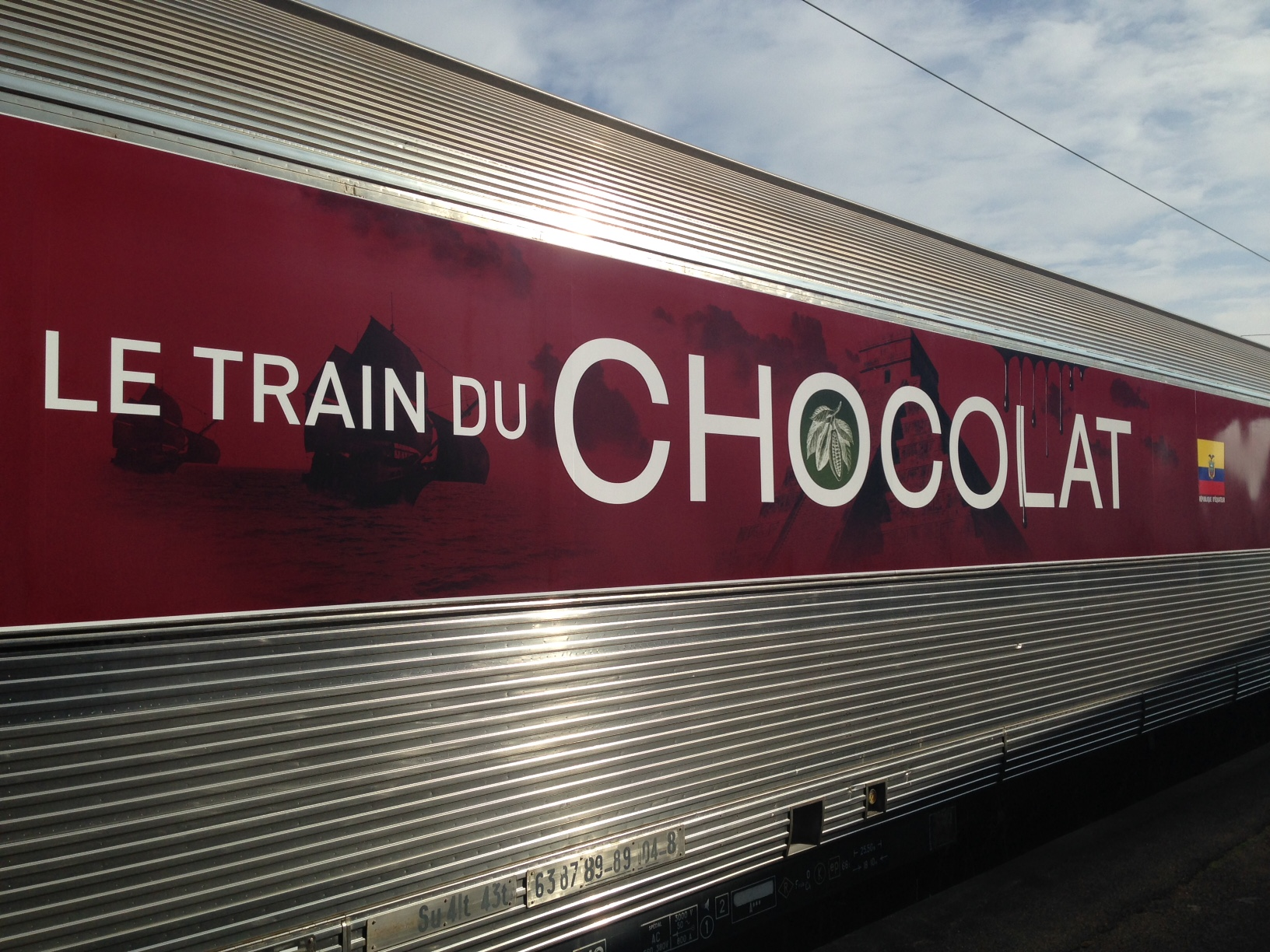
Train du Chocolat

### 2020: nouvelle direction
En début d’année 2020, la SNCF change de président et donc d’organisation. À cette occasion, et compte-tenu des événements réalisés, la filiale est perçue comme un vecteur événementiel d’irrigation nationale et territorial tourné vers les enjeux de société, à ce titre elle intègre la Direction de l’engagement sociétal et de la transition écologique [DESTE] dès le mois de février 2020.
L’enjeu étant de faire de Trains Expo un outil de l’engagement sociétal et de la transition écologique, en s’appuyant sur les compétences et l’expertise des femmes et des hommes de la filiale pour démontrer que le Train reste un vecteur de communication apprécié des Français.
Trains Expo Événements permet aux entreprises d'accéder au cœur des villes françaises.

## Liste des trains
- 1972 : Train Forum Agfa[19]
- 1973 : Train Forum Christofle[20], Train Forum AED Telefunken, Train Forum Isover Saint Gobain, Train Forum BASF Nyloprint, Train Forum Électricité de France, Train Forum la Télémécanique Électrique.
- 1974 : Train Forum Italia, Train Forum « Sine qua non les chinois à Paris », Train Forum « Le matériel téléphonique », Train Forum Lip et les Horlogers– Bijoutiers, Train Forum Tecalemit, Train Forum Schlumberger, Train Forum Colibri
- 1975 : Train Forum Burroughs, Train Forum Cozelem, Train Forum Heidapal, Train Forum « Be express », Train Forum Chaffoteaux et Maury, Train Forum HEC
- 1976 : Train Forum Tourisme et Travail 1, Train Forum Amstrong Cork International, Train Forum Le train vert Sopra, Train Forum Saint Gobain
- 1977 : Train Forum Tourisme et travail 2, Train Forum RTL, Train Forum Équipements de bureaux 77, Train Forum Italie 77, Train Forum Santé
- 1978 : Train Forum Tourisme et travail 3, Train Forum « Un moniteur, un enfant », Train Forum Bureaux 78, Train Forum Philips Dagta Systems, Train Forum Fer blanc et fi l de fer, Train Forum Grohe, Train de la jeunesse
- 1979 : Train Forum Tourisme et travail 4, Train Forum Inter, Train Forum Transpalace express, Train Forum Jeumot Schneider, Train de l'Entreprise
- 1980 : Train Forum Tourisme et travail 5, Train Forum de l’entreprise, Train Forum Trans graphique express, Train Forum Fulmen, Wagons podium train de la machine à bois pour Thomas
- 1981 : Train Forum Tourisme et travail 6, Train Forum  de la beauté Charles of the Ritz, Wagons podium le train de la machine à bois pour Lassery, Train Forum de l’entreprise 1
- 1982 : Train Forum Tourisme et travail 7, Train Forum American express, Train Forum du CJD, Train Forum du bâtiment, Train Forum du temps libre
- 1983 : Train Forum Tourisme et travail 8, Train Forum des galaxies perdues[21], Train Forum de la forme, Train Forum de l’entreprise 2, Train Forum du meuble belge
- 1984 : Train Forum Tourisme et travail 9, Train Forum NMPP, Train Forum Kodak, Train Forum Thomson micro-informatique, Train Forum EDF/GDF, Train Forum Fedelbois, Train Forum NMPP, Train Forum du commerce ICF-France rail, Train Forum Kodak
- 1985 : Train Forum Tourisme et travail 10, Train Forum NMPP, Train Forum Fedelbois, Train Forum Vive l’école[22], Train Forum Mattel[23], Train Forum de la qualité, Train Forum de la mode, Train Forum Kodak, Train Forum du commerce ICF/France Rail
- 1986 : Train Forum NMPP, Train Forum du sport, Train Forum Bleu Hewlett Packard
- 1987 : Exposition Villeroy et Boch, Exposition Concept, Train Forum Trevois, Prévention de l’alcoolisme, Train Forum Bull, Train Forum Dow Chemical
- 1988 : Train Forum John Deere, Train Forum de la danse, Train Forum Bull
- 1989 : Train Forum Sicof, Train Forum de la papeterie, Train Forum santé vous la vie, Train Forum Siplast, Train Forum du bicentenaire de la liberté de la presse, Train Forum Eureka des régions, Train Forum de l’électricité, Train Forum Compuprint Bull, Train Forum promotion de la Seine Saint Denis, Train Forum du chat, Train Forum « l’Europe contre le cancer », Train Forum de la neige, Train Forum promotion de l’Aquitaine
- 1990 : Train Forum N2, Train Forum du cinéma[24], Train Forum carrières informatiques, Train Forum de la productique, Train Forum IGN, Train Forum du café, Train Forum Citi-Or, Train Forum de la fureur de lire
- 1991 : Train Forum du Cojo/club Coubertin, Train Forum des directeurs artistiques, Train Forum Victor Technologies, Train Forum Mozart, Train Forum Mozart Italie, Train Forum ville de Cherbourg, Train Forum du jazz, Train Forum Sony
- 1992 : Train Forum Chabert Duval, Train Forum de la forme, Train Forum Sega[25], Train Forum Sortez couverts
- 1993 : Train Forum Friga Bohn, Train Forum Sega, Train Forum de l’environnement[26], Train Forum Nipson, Train Forum Europe Ulysse, Train Forum AFLS
- 1994 : Train Forum du jouet 1 (Kenner Parker-Hasbro-Playskool), Train Forum de l’Électricité-Promotelec, Train Forum AGEFIPH (Insertion des handicapés dans le monde professionnel), Train Forum Québec express, Train Forum maison de l’Aveyron
- 1995 : Train Forum du jouet 2 (Kenner Parker-Hasbro-Playskool), Train Forum Panas
- 1996 : Train Forum Atal, Train Forum Québec express, Train Forum de Verdun « 300 jours-300 nuits », Train Forum du film de Disney, Train Forum Le bossu de Notre Dame, Train Forum des seniors.
- Train « la Vérité si j’fume »[27], Train Zeneca Sopra
- 2001 : Train de l’emploi 1, Train Selecta, Train de l’Internet[14], Train de l’euro[28], Train du Génome Humain[29]
- 2002 : Train Haïer, Train Neck, Train de l’emploi 2, Train des Seniors
- 2003 : Train du club des annonceurs, Train de l’Immobilier, Train Siemens, Train Valvert, Train de la Création d’Entreprises 1
- 2004 : Train Miele, Train européen contre le cancer[30], Train de la France libre, Train de la Création d’Entreprises 2
- 2005 : Train des Compétences, Train Atlantic, Train de la prévention des  accidents de la vie courante 1, Train de la Vie, Train de la Création d’Entreprises 3, Train de la BD, Train Ben Hur[31]
- 2006 : Train de la Banque Postale, Train Weber et Broutin, Train Léonard de Vinci[32], Train de la Création d’Entreprises 4, Train de la prévention des accidents  de la vie courante 2, Train People Ready Tour de Microsoft
- 2007 : Train 6 gares pour s’arrêter de fumer[33], Train de la Terre 1, Train Harry

Potter, Train de la Maison, Train innovation tour by Philips, Train ICF
- 2008 : Train de la Terre 2, Train pour l’Emploi et l’Égalité des Chances, Train du Cœur, Train de l’Orientation 1, Train du Nord ICF
- 2009 : Train du Crédit Immobilier CAFPI, Train des Pièces Jaunes 1, Train pour l’Emploi et l’Égalité des Chances 2, Train Harry Potter 6, Train de la Planète, Train de l’Orientation 2
- 2010 : Train des Pièces Jaunes 2, Train pour l’Emploi et l’Égalité des Chances 3, Train Alzheimer 1, Train de l’Orientation 3, Train de Noël Coca-Cola 1
- 2011 : Train du Cœur, Train pour l’Emploi et l’Égalité des Chances 4, Train Nivea, Train A vous de lire/Littératour, Train Alzheimer 2, Train de l’Orientation 4, 2e édition du Train de Noël by Coca-Cola
- 2012: Train les secrets du chocolat, Train Bien Vivre pour bien vieillir, Train de l’Orientation 5
- 2013: Train Industrie et Innovation, Train bien vivre… toute sa vie, TGV Expo Allianz France, Train du Musée des secrets du chocolat 2, Train de l’Orientation 6
- 2014 : Train Europe 1 des Municipales, Train de la nouvelle France Industrielle, Train de la Télé, Train de l’Orientation 7
- 2015 : Train du Chocolat 3, Train du Climat, Train gastronomie, plaisir et santé (annulé en raison des attentats du 13 novembre), Train de l’Orientation 8
- 2016 : Train de Nuit, Train Advance, Train pour l’Emploi et l’Alternance, Train du Climat au Maroc, Train Saveurs et Santé, Train des Outre-Mer, Train de la tournée du trophée de l'Euro 2016
- 2017: Train de la Sécurité SNCF, Train de la Présidentielle, Train Petite Enfance et Parentalité, Train du Climat
- 2018 : Train B to B my job, Train du Climat en Nouvelle-Aquitaine, Train de l’Innovation/80 ans SNCF, Train de la Sécurité SNCF
- 2019 : Train SNCF au Féminin, Train de la Solidarité avec les réfugiés
- 2020  : "Au revoir Patrick" Tournée d'Adieu du TGV 01, WE LOVE 2023 TOUR (actuellement en circulation), 2 Trains Expo à venir en novembre et décembre prochains…

### Trains institutionnels, grandes causes, intérêt général
- Train tourisme et travail (1976 à 1985)
- Train prévention de l’alcoolisme (1987)
- Train forum Santé
- Train « la Vérité si j’fume » (2000)
- Train du génome humain (2001)
- Train de l’emploi (2001 et 2002)
- Train des Seniors (2002)
- Train des Pièces jaunes (2009 et 2010)
- Train de la création d’entreprises  (2003 à 2006)
- Léonard de Vinci (2006)
- Train de la prévention des  accidents de la vie courante (2005 et 2006)
- Train « 6 gares pour s’arrêter de fumer » (2007)
- Trains de la Terre 1 et 2 (2007 et 2008)
- Trains de l’Orientation (2008 à 2011)
- Train du Cœur (2011)
- Trains pour l’Emploi et l’égalité des chances  (2007 à 2011)
- Trains Alzheimer (2010 et 2011)
- Train du Climat (2015)[34]
- TER du Climat (2017, 2018)
- Train SNCF au Féminin (juin 2019)
- Train de la Solidarité avec les réfugiés (novembre/décembre 2019)